# HD 9578 b
HD 9578 b est une exoplanète orbitant autour de l'étoile HD 9578, elle a été découverte en 2009.